# Multipurpose Transaction Protocol
Multipurpose Transaction Protocol (MTP/IP, česky „víceúčelový transakční protokol“) je v informatice patentovaný software pro transportní vrstvu (ISO/OSI), který byl vytvořen a je nabízen společností Data Expedition, Inc. (DEI). DEI tvrdí, že MTP nabízí vyšší výkon a spolehlivost ve srovnání s nejpoužívanějším protokolem transportní vrstvy, protokolem TCP.

## Obecně
MTP je implementován s použitím UDP datagramů. Používá patentované algoritmy pro řízení toku dat a opravu chyb k dosažení spolehlivého přenosu dat a předejití zahlcení sítě.

## Kompatibilita
Protože MTP/IP používá patentované algoritmy, musí být nainstalováván kompatibilní software na oba konce komunikačního spojení. Použití UDP datagramů umožňuje kompatibilitu se standardním IP hardwarem a softwarem. MTP/IP mohou používat libovolný dostupný síťový port UDP protokolu.
MTP a aplikace, které ho používají, jsou dostupné pro více operačních systémů včetně různých verzí systémů Microsoft Windows, OS X, Linux, FreeBSD, Solaris a AIX. Hardwarové počítačové platformy obsahují varianty architektur x86, UltraSPARC, PowerPC, and ARM.

## Dostupnost
Na stránkách společnosti jsou dostupné demo verze aplikací, které MTP/IP využívají. MTP/IP nabízí společnost Data Expedition, Inc.